# Impasse Delaunay
L'impasse Delaunay est une voie située dans le quartier de la Roquette du 11e arrondissement de Paris.

## Situation et accès
L'impasse Delaunay est desservie par la ligne 9 à la station Charonne.

## Origine du nom
Cette voie est nommée d'après le nom du propriétaire des terrains,

## Historique
Cette voie fut créée à la fin du XIXe siècle sous le nom de « cul-de-sac de la Croix-Faubin », devenue en 1811 « cul-de-sac de la Muette », puis « cour des Sureaux » et « cul-de-sac Launay » avant de prendre son nom actuel.

## Bâtiments remarquables et lieux de mémoire

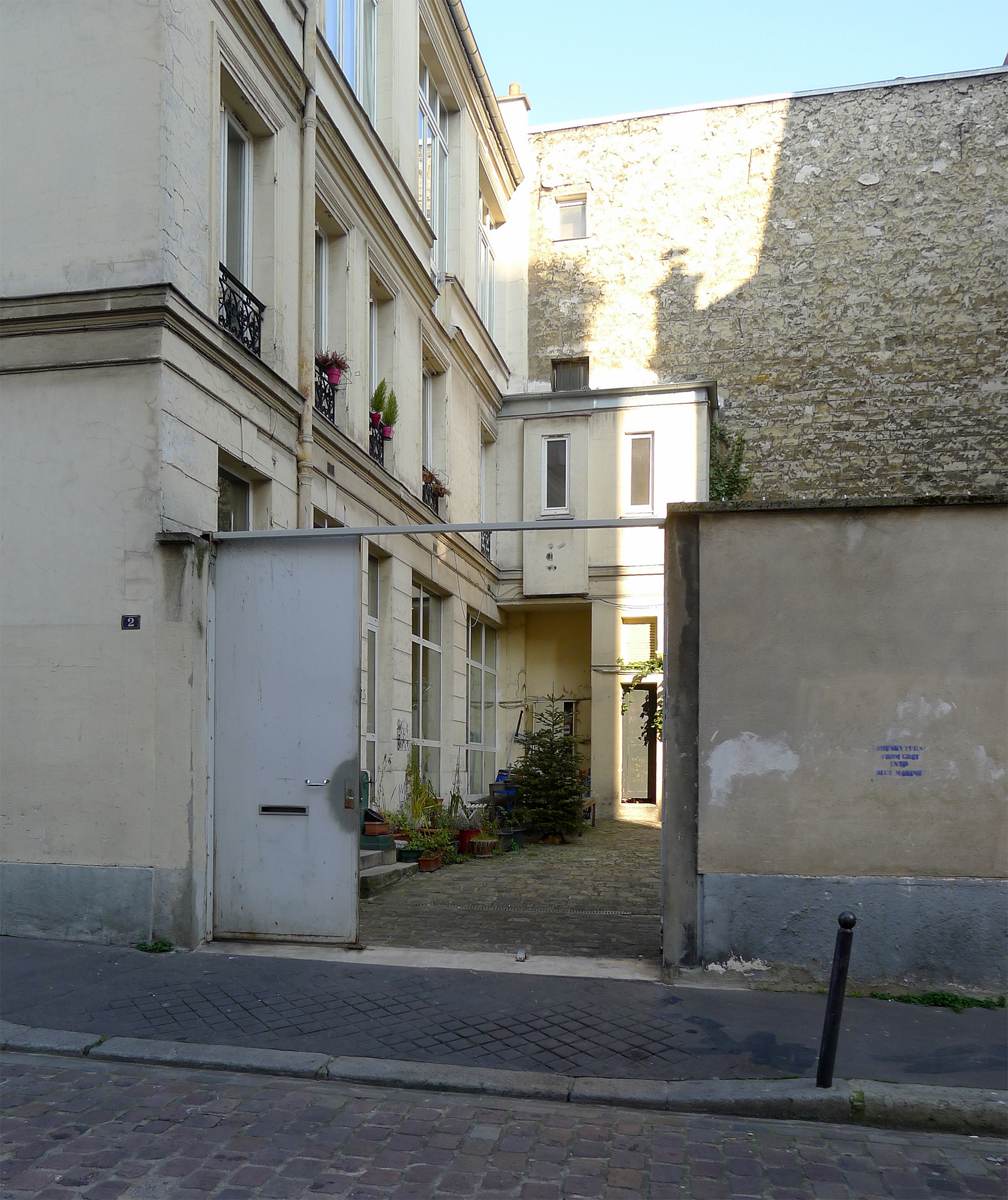
No 2.
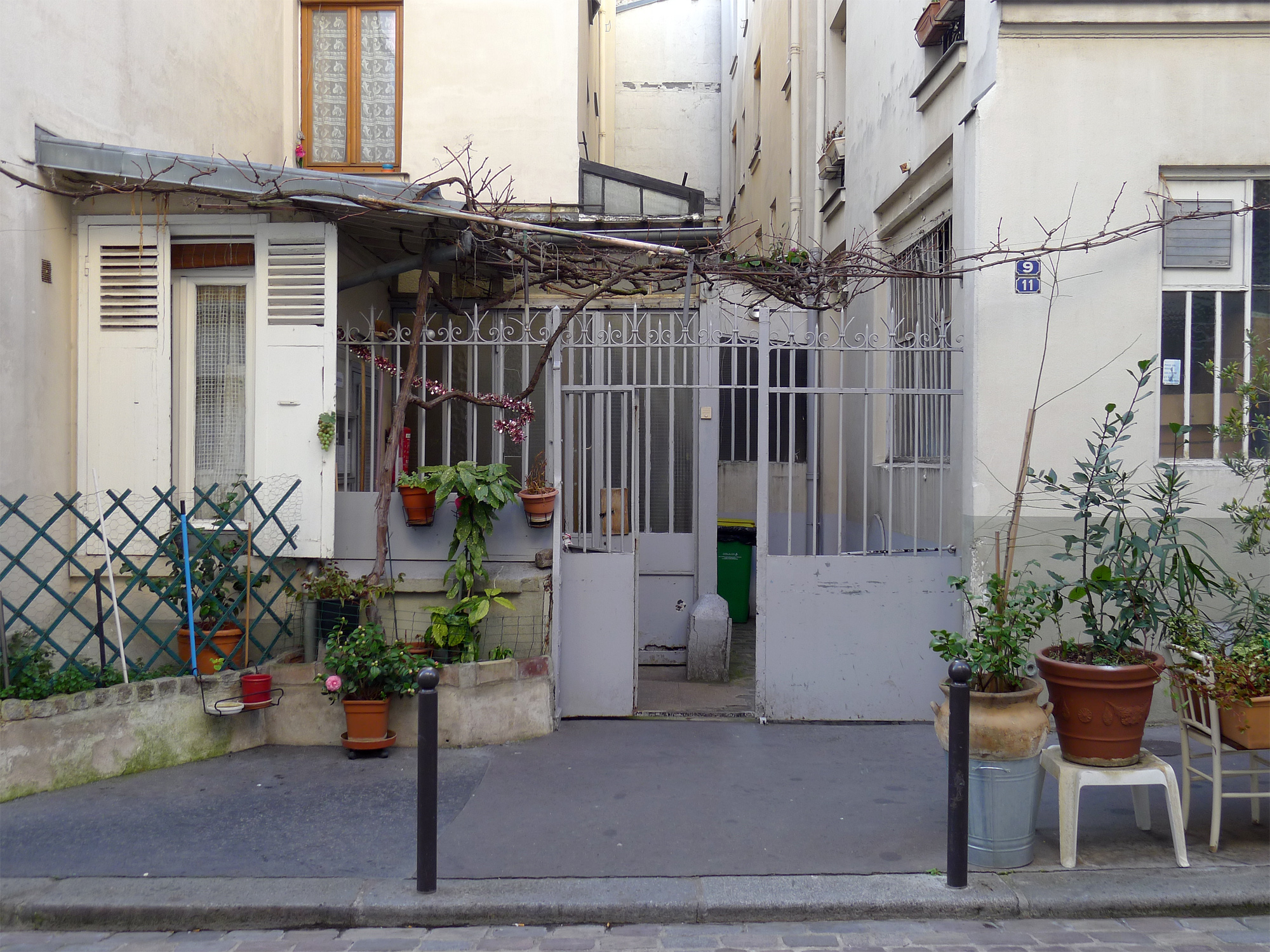
Nos 9 et 11.